# Tygrys syberyjski
Tygrys syberyjski, tygrys amurski (Panthera tigris altaica) – największy z podgatunków tygrysa azjatyckiego, drapieżnego ssaka z rodziny kotowatych. Porównywalne rozmiary osiąga jedynie tygrys bengalski (P. t. tigris), oraz uznany za wymarły już podgatunek tygrys kaspijski (P. t. virgata). Tygrys syberyjski to podgatunek o niskim poziomie zmienności genetycznej.

## Zasięg występowania
100 lat temu występował na dużym obszarze od rzeki Huang He na południu do Kamczatki na północy i od Bajkału na zachodzie po Morze Japońskie na wschodzie.
Wyniki badań opublikowane w 1981 r. wykazały, że w górach północno-wschodnich Chin, w rejonie Chabarowska oraz w Korei Północnej żyło łącznie ok. 300 tygrysów. Obecnie[kiedy?] populacja jest szacowana na maksymalnie 562 osobniki. Zamieszkują one Kraj Nadmorski i Kraj Chabarowski na wschodnich krańcach Rosji a część występuje na granicy rosyjsko-chińskiej, w dolnym biegu Amuru. Osobniki z tej drugiej populacji coraz częściej ponownie wkraczają na tereny północnych Chin oraz Korei Północnej.
W 2024 parę urodzonych w niewoli tygrysów syberyjskich wypuszczono w przygotowanym na potrzeby reintrodukcji tego podgatunku rezerwacie przy ujściu Ili do Bałchaszu w Kazachstanie.
Zamieszkuje górskie, gęste lasy iglaste i mieszane w pobliżu rzek i potoków.

## Charakterystyka

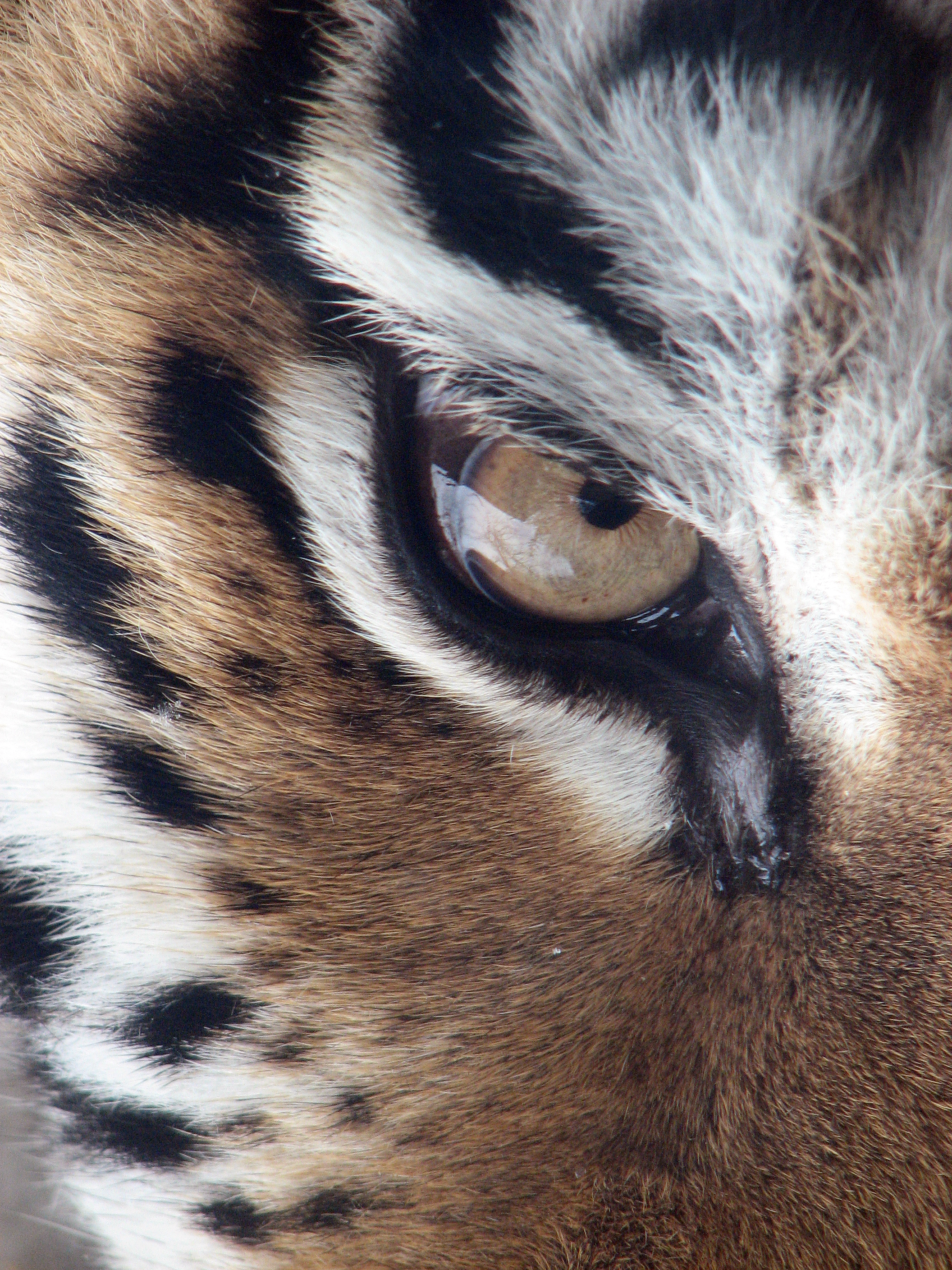
Oko tygrysa syberyjskiego

Zimowa sierść jest żółtawa i długa (40 do 60 mm na grzbiecie i 70 do 105 mm na brzuchu), a letnia – rudopomarańczowa, jaśniejsza niż u pozostałych tygrysów, z ciemnobrązowymi pręgami – pozostałe podgatunki mają pręgi raczej czarne niż brązowe. Dojrzały samiec osiąga długość ponad 300 cm (razem z ogonem) przy masie ciała dochodzącej do 300 kg. Samice są mniejsze – osiągają do 260 cm długości i ważą od 100–167 kg. Największy dziko żyjący osobnik, jakiego odnotowano – zastrzelony w ZSRR w 1943 – ważył 306,5 kg. Długość górnych kłów sięga 75 mm, a czasem nawet 90 mm.
Ponieważ tygrys ten zamieszkuje tereny, gdzie narażony jest na temperatury poniżej -40 °C, dlatego jako jedyny tygrys posiada w pachwinach i na brzuchu ok. pięciocentymetrową warstwę tłuszczu. 
Poluje na duże ssaki, głównie dziki i jelenie, atakuje również bydło domowe. Ciąża trwa trzy i pół miesiąca, rodzą się 2–3 młode. Żyje około 15 lat.
Na skutek działań wojennych na terenach zajmowanych przez tygrysa syberyjskiego, a także polowań – w tym dla sportu – jego populacja zmniejszyła się do około 20-30 osobników w latach 40. XX wieku. W 1947 roku w ZSRR wydano całkowity zakaz polowań na tygrysy syberyjskie. W połowie lat 80. XX wieku szacowano, że populacja tygrysa syberyjskiego składa się z około 250 osobników. Jednak problemy związane z rozpadem ZSRR doprowadziły do zagrożenia populacji, głównie nielegalna wycinka lasów i kłusownictwo. W roku 1992 powstał The Siberian Tiger Project. W ramach projektu oprócz drobiazgowych badań nad zwyczajami tygrysów i relacjami tygrys-przyroda oraz tygrys-człowiek, które miały na celu ułatwić zachowanie gatunku, wprowadzono patrole zapobiegające kłusownictwu, oraz konsultacje z władzami na poziomie lokalnym (które mają na celu zapobieganie nadmiernej wycince lasów na terenach występowania tygrysów, oraz innym działaniom mogącym degradować środowisko naturalne tygrysa). Wprowadzono szereg działań w ramach planu ustabilizowania syberyjskiej populacji. Obecnie uznaje się, że podstawowy cel został osiągnięty, a liczba tygrysów syberyjskich zaczyna wzrastać. Mimo tego wciąż podgatunek ten znajduje się na granicy wymarcia.